# Leesdorf (Gemeinde Baden)
Leesdorf ist eine Katastralgemeinde der Gemeinde Baden im Bezirk Baden in Niederösterreich. Leesdorf nimmt den Ostteil von Baden ein (westliche Grenze: Flamminggasse/Wilhelmsring) und grenzt im Norden und Osten an Tribuswinkel und Pfaffstätten.

## Geschichte
Leesdorf wird erstmals 1114 urkundlich erwähnt. Die hochmittelalterliche Gründung geht vermutlich auf einen wohl frühmittelalterlichen, slawischen Namensgeber Lev zurück („Lewisdorf“ oder „Leuisdorf“). Unter Otto von Leesdorf und seinem Sohn Konrad kam es zu einem gezielten Ausbau der Siedlung. Dabei entstand vor allem „Oberleesdorf“ um das Wasserschloß Leesdorf. Fast gleichzeitig griff die Siedlung von dem Gebiet nördlich der Schwechat (damals auch „Aubach“ genannt) auch auf das Gebiet zwischen Schwechat und Harterberg über, wodurch die Veste Rohr entstand. Mit etwa 70 Häusern war Leesdorf um 1200 etwa gleich groß oder größer als das benachbarte Baden.
1617 kommen Feste und Gut Leesdorf unter die Herrschaft von Stift Melk unter Abt Kaspar Hofmann. Die letzten Jahre des Dreißigjährigen Krieges überstand das Schloss unter der Führung von Martin Tribus unbeschadet. Das Schloss Leesdorf war geplante Zuflucht („Fluchtort“) für die Bewohner von Leesdorf und das benachbarte, aber burglose Pfaffstätten zur Zeit der Kuruzzen- und Türkenkriege. Das Aussehen des Schlosses mit wassergefülltem Graben, zweiteiliger Zugbrücke und Türmen 1672 gibt der Stich in der Niederösterreich-Topographie von Georg Matthäus Vischer wider, der zugleich die älteste erhaltene Ansicht von Schloss Leesdorf ist. 1683 erlitten Schloss und Dorf schwere Zerstörungen durch die Türken, viele Einwohner wurden getötet oder verschleppt.
Im Jahre 1756 ließ das Stift Melk seine Herrschaften, darunter auch Leesdorf, in riesigen Aquarellen abbilden. Das Bild zeigt Leesdorf mit seinen beiden bestimmenden Freihöfen, dem Althof (am Ort der heutigen GuKPS Baden) und dem Streiterhof (benannt nach dem 1465 und 1468 erwähnten Hausbesitzer „Taman Streiter ze Lesdorf“, d. h. Thomas der Streiter), am westlichen Dorfausgang Richtung Baden außerdem eine Kapelle (nicht erhalten).
Mit dem Bau des Wiener Neustädter Kanals ab 1797 wurde Leesdorf ein Sammelort für Holz (das vom Holzrechenplatz am Ausgang des Helenentals mit Fuhrwerken nach Leesdorf gebracht und dort im Kanal verschifft wurde) und ein erster Ansiedlungsort von Industrie. In der heutigen Fabriksgasse wurde 1845 aus der alten Papierfabrik eine Maschinenfabrik gebaut, außerdem gab es eine Autofabrik.
Anfang der 1830er Jahre bestand Leesdorf aus 85 Häusern mit einem herrschaftlichen Schloss, aber ohne eigene Kirche oder Schule, bewohnt von 175 Familien (419 Frauen, 361 Männer und 83 Kinder älter als sechs Jahre). Hauptwirtschaftszweige waren der Weinbau, der vorwiegend am Harterberg südlich der Schwechat betrieben wurde, und die Feldwirtschaft. Eine Kapelle wurde ab 1830 am später sogenannten Domplatz errichtet (Hauptbild: Krönung Mariens zur Himmelskönigin).
Im Zuge der Gemeindereform 1849/1850 wurde die uralte Herrschaft Leesdorf nach Baden eingemeindet. Der bisherige Ortsrichter wurde als Kassier der Stadtgemeinde Baden angestellt (eine Regelung, die bis 1879 Gültigkeit behielt). 1852 wurde durch den neuen Besitzer Stanislaus Neumister, der das Schloss dem Stift Melk abgekauft hatte, der Wassergraben zugeschüttet, die Zugbrücke durch eine steinerne Brücke ersetzt und drei der vier Ecktürme teilweise rückgebaut. 1883 wurde mit dem Bau des Krankenhauses begonnen (eröffnet 1885; Neubau 1979–1983, abgerissen). 1985–1987 erfolgte der Neubau der Pfarrkirche Baden-Leesdorf.
- Leesdorfer Automobilwerke (1899–1903)

## Siedlungsentwicklung
Zum Jahreswechsel 1979/1980 befanden sich in der Katastralgemeinde Leesdorf insgesamt 658 Bauflächen mit 325.580 m² und 789 Gärten auf 597.965 m², 1989/1990 waren es 733 Bauflächen. 1999/2000 war die Zahl der Bauflächen auf 2.631 angewachsen und 2009/2010 bestanden 1208 Gebäude auf 2955 Bauflächen.

## Kultur und Sehenswürdigkeiten
- Schloss Leesdorf
- Pfarrkirche Baden-Leesdorf

## Wirtschaft und Infrastruktur

### Landwirtschaft
Die Katastralgemeinde ist landwirtschaftlich geprägt. 551 Hektar wurden zum Jahreswechsel 1979/1980 landwirtschaftlich genutzt und 0 Hektar waren forstwirtschaftlich geführte Waldflächen. 1999/2000 wurde auf 440 Hektar Landwirtschaft betrieben und 5 Hektar waren als forstwirtschaftlich genutzte Flächen ausgewiesen. Ende 2018 waren 349 Hektar als landwirtschaftliche Flächen genutzt und Forstwirtschaft wurde auf 12 Hektar betrieben. Die durchschnittliche Bodenklimazahl von Leesdorf beträgt 28,6 (Stand 2010).

### Öffentliche Einrichtungen
- In Leesdorf befindet sich ein Kindergarten.[6]
- Landesklinikum Baden
- GuKPS Baden (Gesundheits- und Krankenpflegeschule Baden) im Gebäude der Kaiser-Franz-Josephschule

## Persönlichkeiten
- Wilhelm von Engerth (1814–1884), Architekt, Maschinenbauingenieur und Hochschullehrer
- Lucie Englisch, Schauspielerin